# Dii Mauri

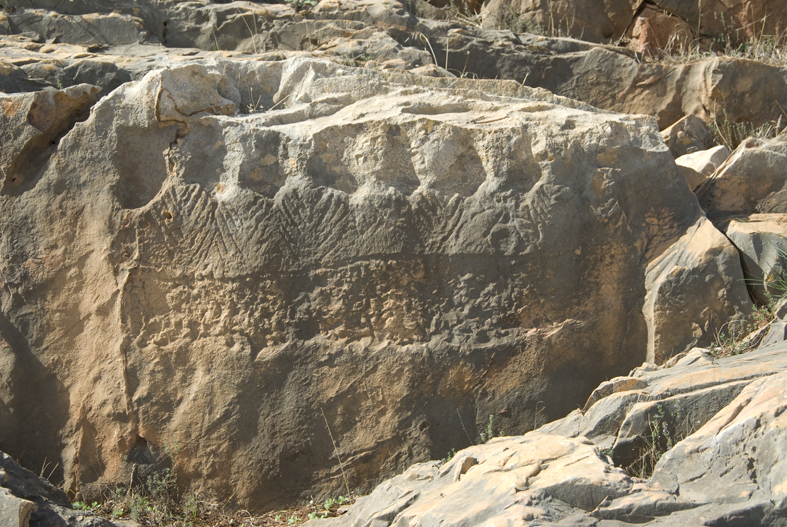
Relieve de los Dii Mauri en el sitio arqueológico de Chemtou.

Los Dii Mauri (Dioses moriscos) son un grupo de deidades bereberes pertenecientes al panteón númida y magrebí cuyo culto perduró durante el Imperio Romano y la cristianización del África romana.

## Nombre
El nombre genérico de Dii Mauri fue acuñado por los magistrados romanos que aglutinaron a un cierto número de deidades honradas por las poblaciones locales. Los romanos deseaban entonces reconocer a estas deidades locales, que no se habían integrado en el panteón romano y no habían sido objeto del proceso de evocatio, un ritual mediante el cual deidades extranjeras eran incorporadas al panteón romano.
Gabriel Camps identifica a los Dii Mauri como las deidades locales cuyo número suma unos cincuenta. El nombre evoca una "multitud de dioses locales" en conexión con la naturaleza. Los Dii Mauri habrían sido divinidades secundarias no sincretizadas en el panteón romano como lo habían sido Baal Hammon (sincretizado con Saturno) o Tanit (sincretizada con Juno o Caelestis).
Una razón para este nombre genérico también puede estar en los problemas de transcripciones al latín de los nombres de las deidades bereberes. El calificativo de “mauri" (cognado de "moro" o "morisco") estaría ligado según Gabriel Camps a un deseo de identificar a los africanos no romanizados.

## Características
Los Dii Mauri no fueron objeto de la llamada interpretatio romana por medio del cual los dioses extranjeros eran equiparados a los del panteón olímpico y por ende fueron deidades netamente africanas.
Las divinidades representadas generalmente son ocho. Algunos de estos dioses son conocidos: Macurgum, dios curativo, Macurtam e Iunam, los dioses jinetes de Numidia y el Africa Proconsularis, la diosa Aulisua de Mauritania. Según Christophe Hugoniot y Marcel Bénabou, los Dii Mauri se enriquecieron con personajes de deidades púnicas.
Gabriel Camps distingue varias categorías: la primera comprende divinidades formadas en grupos de siete, cinco o tres, “pequeños panteones locales”. La segunda categoría de diez dioses incluye deidades con nombres de humanos. La última categoría está vinculada a los nombres que se encuentran en la toponimia.

## Recursos epigráficos
Los Dii Mauri fueron objeto de un culto importante pero, según Gabriel Camps, el número de descubrimientos epigráficos es "minúsculo" porque su devoción se transmitía de manera primariamente oral y no escrita. Solo se sabe de veinte dedicatorias están registradas, estas datan de entre finales del siglo II y el siglo III. El mismo autor considera a los dedicadores como oficiales o soldados y en este sentido refuta las hipótesis formuladas por Jules Toutain o más recientemente Elizabeth Fentress o Marcel Bénabou.

## Representaciones

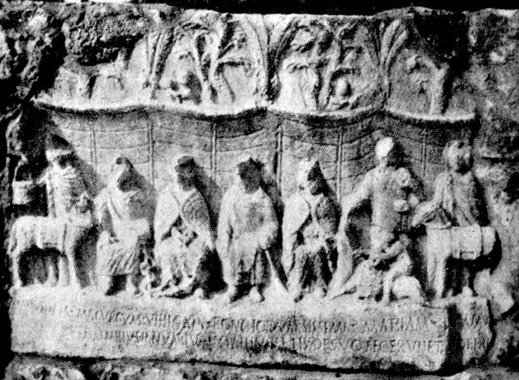
Bajorrelieve de los Dii Mauri, caliza,, procedente de El-Ayaida cerca de Béja y conservado en el Museo Nacional del Bardo.

El museo de Chemtou exhibe un relieve de piedra caliza verde que se encuentra cerca del mismo sitio en el que ocho deidades están alineadas cara a cara y lucen abundante cabello.
El Museo Nacional del Bardo en Túnez presenta un bajorrelieve descubierto en Béja que presenta siete de estas deidades con rostros mutilados: los jinetes Macurtam e Iunam, Bonchor en el centro y las diosas Vihinam y Varsissima. Mohamed Yacoub describe la representación de las divinidades como: Bonchor en el medio, Varsissima, Vihinam y Macurgum a la derecha y Matilam a la izquierda; dos jinetes flanquean el bajorrelieve, Magurtam a la izquierda y Lunam a la derecha. Esta obra data del siglo III.